# Loek Buter
Loek Buter (Noord-Scharwoude, 1982) is een Nederlands fotograaf, gespecialiseerd in documentairefotografie die de relatie tussen mens en natuur verkent. Zijn werk is meerdere malen bekroond, waaronder met de Zilveren Camera.

## Jeugd
Buter groeide op in Noord-Scharwoude, in een boerenfamilie. Als kind merkte hij de details van het landschap nauwelijks op. Pas tijdens een wereldreis in 2005 ontwikkelde hij een gevoel voor de gelaagdheid en schoonheid van zijn omgeving. Deze ervaring inspireerde hem om zich verder te verdiepen in fotografie, waarna hij een opleiding aan de Fotoacademie in Amsterdam volgde.

## Carrière
Buter begon in 2014 als professioneel fotograaf, nadat hij eerder in 2009 de Rob Acda Fotoaward won voor zijn popfotografie. Zijn werk richt zich sindsdien op documentaires en landschappen, vaak met een focus op de wisselwerking tussen mens en natuur.
In Tekentafellandschap legde hij met een Hasselblad-camera de precieze structuren van het Nederlandse landschap vast, geïnspireerd door de stijl van Piet Mondriaan. Hij documenteerde ook dynamisch duinbeheer langs de Nederlandse kust, waarbij hij de herstellende rol van natuurlijke processen zoals wind en zand in beeld bracht. Dit project benadrukte het belang van open plekken in de duinen voor biodiversiteit en landschapsbeheer.
Zijn serie Een beer in de polder, over de relatie tussen een voormalige circusartieste en haar beer, werd in 2022 bekroond met de Zilveren Camera in de categorie "Documentair nationaal". In het project Het groene goud onderzocht hij innovaties in de zeewierteelt, wat hem een derde plaats opleverde bij de Zilveren Camera in de categorie "Natuur en Wetenschap".